# 1579

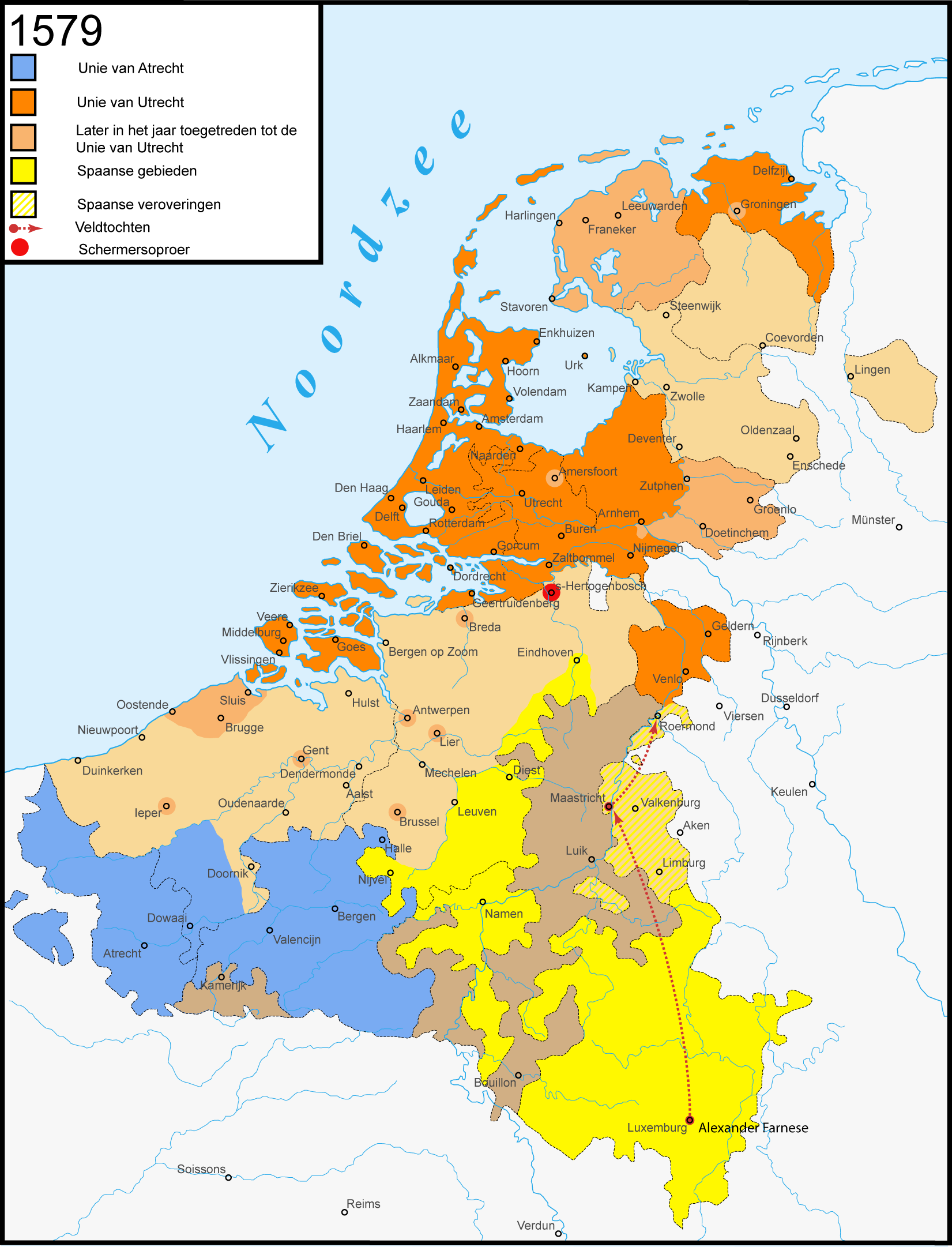
De Nederlandse Opstand in 1579.

Het jaar 1579 is het 79e jaar in de 16e eeuw volgens de christelijke jaartelling.

## Gebeurtenissen
Januari
- 6 - Verklaring van de Unie van Atrecht (trouw aan de Spaanse koning en het Rooms-katholicisme) door Waalse gewesten.
- 15 - Beleg van Kerpen.
- 23 - Verklaring van de Unie van Utrecht (doorgaand verzet tegen de Spaanse overheersing) door de overige Nederlandse gewesten onder leiding van Jan van Nassau.

Februari
- 4 - Gent sluit zich als eerste Vlaamse stad aan bij de Unie van Utrecht.

Maart
- 2 - Slag bij Borgerhout door troepen van Alexander Farnese.
- 6 - Cornelis Dircksz wordt viceadmiraal bij de nieuwgevormde Admiraliteit van het Noorderkwartier.
- 12 - Begin van het Beleg van Maastricht.

April
- Begin van het Congres van Keulen, waar onderhandeld wordt tussen een vertegenwoordiger van de Spaanse koning enerzijds en een delegatie van de Staten-Generaal onder leiding van de door henzelf benoemde landvoogd Matthias van Oostenrijk. Keizer Rudolf II van het Heilige Roomse Rijk bemiddelt tussen de partijen in de Vredehandel van Keulen.

mei
- mei - Calvinistische opstand in Antwerpen tegen de religievrede. De prins van Oranje kan ternauwernood 180 katholieke priesters en de landvoogd Matthias ontzetten. Vervolgens komen in Mechelen katholieke burgers eveneens in opstand; daar moet het protestantse garnizoen worden teruggetrokken en verlaten zeshonderd protestanten de stad.

Juni
- 11 - De Graaf van Rennenberg, staats stadhouder in de noordelijke provincies, ondertekent het charter van de Unie van Utrecht.
- 15 - Limbourg, kasteel Valkenburg en Dalhem worden ingenomen door Alexander Farnese.
- 17 - Francis Drake eist Californië voor Engeland op.
- 18 - In het beleg van Maastricht sneuvelt een van de hoogste leiders van de Nederlanden aan Spaanse zijde, Gilles van Berlaymont.

Juli
- 1 - Schermersoproer in 's-Hertogenbosch, waarbij de katholieken de calvinisten verslaan en de stad in het Spaanse kamp brengen.
- 1 - Alexander Farnese, de hertog van Parma, neemt Maastricht in.
- 18 - In Ierland begint de Tweede Desmondopstand tegen het Engelse bestuur.

Augustus
- 6 - Koning Filips II, die ook graaf van Vlaanderen is, wordt door het stadsbestuur van Gent van zijn gezag vervallen verklaard, omdat hij onredelijke vredesvoorwaarden zou hebben gesteld. Daarmee ontstaat de Gentse republiek.
- 15 -  De versterkte dorpskom van Baasrode wordt tijdens de Slag om Baasrode veroverd en vernietigd, in een mislukte maar bijzonder bloedige poging door Spaanse troepen om rebellenleider Willem van Oranje te pakken te krijgen. Alle gebouwen worden in brand gestoken.
- 20 -Willem van Oranje, sinds twee dagen in Gent, stelt Karel Utenhove in de plaats van de ambitieuze en extremistische Jan van Hembyze als voorschepen (of burgemeester) van de stad.

September
- 1 - Willem van Oranje benoemt François van Ryhove tot grootbaljuw van Gent, nadat ze samen de radicale Jan van Hembyze uit het bestuur van de Gentse Republiek hebben verdreven.
- 13 - Breda sluit zich aan bij de Unie van Utrecht.

Oktober
- 11 - De Osmaanse grootvizier Mehmet Sokullu wordt in Constantinopel vermoord.
- 12 - De Malcontenten onder leiding van Frans van Anjou, die zich hebben verschanst in de kerk en het kasteel van Wervik, worden daaruit verdreven door het Hugenotenleger van François de La Noue.

december
- december - Mislukking van de Vredehandel van Keulen.

zonder datum
- De kerk en de meeste huizen van Bevere worden afgebroken om met de stenen de stadsmuur van Oudenaarde te versterken.
- De burcht van Herzele wordt in puin geschoten door het katholieke Habsburgse Rijk in de strijd tegen het protestants gezinde Vlaanderen.

## Bouwkunst

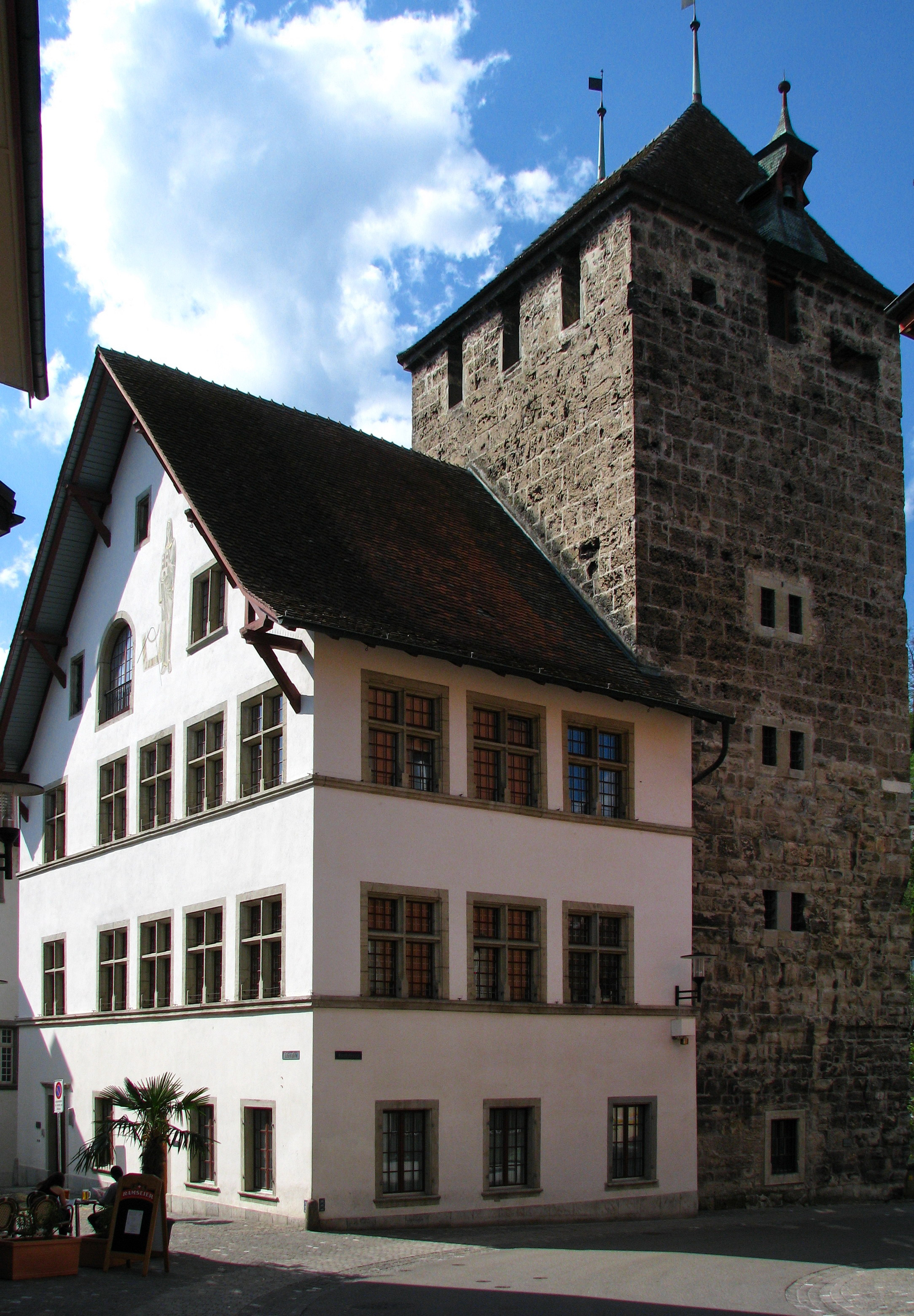
Rathaus (1579), Brugg, Zwitserland
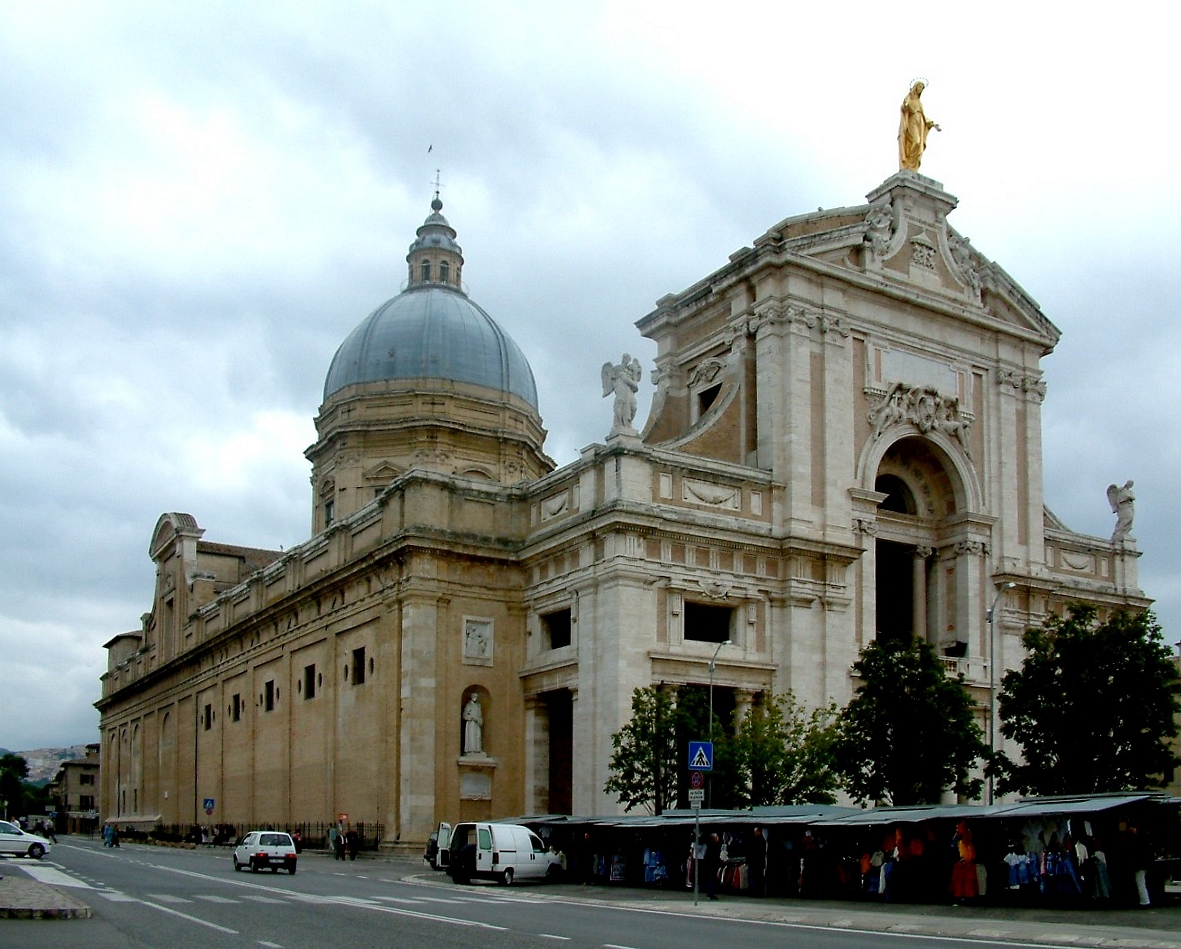
Basilica di Santa Maria degli Angeli (Assisi) (1579) Galeazzo Alessi en Giacomo Barozzi da Vignola

## Geboren
januari
- 12 - Jan Baptista van Helmont, Vlaams alchemist, fysioloog en arts (overleden 1644)

december
- 9 - Martinus van Porres, Peruaans dominicaan en heilige (overleden 1639)

## Overleden
mei
- 24 - Feijo Sickinghe (33), landedelman en politicus

oktober
- 24 - Albrecht V van Beieren (51), hertog van Beieren (1528-1579)